# Ozarba badia
Ozarba badia är en fjärilsart som beskrevs av Swinhoe 1886. Ozarba badia ingår i släktet Ozarba och familjen nattflyn. Inga underarter finns listade i Catalogue of Life.